# Soldat inconnu (DC Comics)
Pour les articles homonymes, voir Soldat inconnu.
Soldat inconnu (en anglais Unknown Soldier) est un personnage de comics créé par Robert Kanigher au scénario et Joe Kubert au dessin. Il apparaît en 1966 dans le numéro 168 du comic book Our Army at War publié par DC Comics.

## Publication
En 1966 dans le numéro 168 du comic book Our Army at War qui met en vedette le personnage de Sgt. Rock apparaît le personnage du Soldat inconnu. Il est alors un soldat qui a été défiguré et qui cache son visage sous des bandages. Plus tard il se révèle un maître du déguisement. Le personnage devient le personnage principal du comics Star Spangled War Comics à partir du numéro 151. Il le reste jusqu'au numéro 204. Le comics est alors renommé en Unknown Soldier et dure jusqu'au 268 daté d'octobre 1982. Ce dernier épisode raconte l'assasinat d'Adolf Hitler par le Soldat Inconnu et la mort de ce dernier. Il réapparaît dans deux séries publiées dans la collection Vertigo. Il est réapparu dans le nouvel univers DC en tant que chef de la Suicide Squad.